# GTS Finnjet
GTS Finnjet var en bil- och passagerarfärja byggd av Wärtsilä år 1977, den levererades till Enso-Gutzeit och sattes samma år in på Finnlines trafik mellan Helsingfors och Travemünde. Finnjet var då världens snabbaste och största bil- och passagerarfärja. Hon var utrustad med både gasturbiner och dieselmotorer som man kan växla mellan, dieselmotorerna installerades 1982 på grund av den dåvarande oljekrisen. 
1986 såldes Finnjet till Effoa och ett år senare övertog Silja Line trafiken; hon målades då helt vit istället för mörkblå och vit som tidigare. 1994 var Finnjet med i sökningarna efter de överlevande från Estoniakatastrofen. Finnjet tvingades dock avbryta, eftersom bilar på Finnjets bildäck hade börjat röra på sig. I slutet av 1990-talet samt början av 2000-talet har Finnjet gått på kryssningar mellan Finland och Estland samt på Helsingfors/S:t Petersburg–Tallinn–Rostock. Vintern 2004–2005 låg hon upplagd i Rostock. 
Hösten 2005 chartrades hon ut till Baton Rouge i USA för att användas som logementsfartyg för hemlösa efter att orkanen Katrina härjade där. I juni 2006 var chartern slut, och hon avgick Baton Rouge mot Freeport, Bahamas och där lades fartyget upp i väntan på nya uppgifter. 
I juli 2006 såldes hon till Finnjet Bermuda Ltd. (ett dotterbolag till Seacontainers Ltd.). 
Den 21 november 2007 såldes Finnjet till Cruise Ship Holdings Four, ett dotterbolag till Club Cruise. Den 16 januari 2008 döptes hon om till GTS Da Vinci. Därefter skulle Da Vinci byggas om till en kryssningsfärja. Men kostnaderna för att bygga om Da Vinci blev mycket högre än väntat, och därför såldes Da Vinci till skrot. Den 6 maj 2008 avgick Da Vinci från Genua mot Jeddah i Saudiarabien, där hon togs över av de nya ägarna i mitten av maj 2008. Ägarna var dock villiga att sälja skeppet vidare.
Den 16 maj 2008 rapporterade Helsingin Sanomat att Finnjet hade två eventuella köpare. Förhandlingarna strandade dock, och till sist strandade även Finnjet, då hon 19 juni 2008 kördes upp på stranden i Alang i Indien för upphuggning. Finnjet-entusiaster försökte förgäves att rädda fartyget, men lyckades inte då upphuggningen påbörjades 12 september. Ett år senare var skrotningen fortfarande inte färdig. Skrovet som var byggt för både hög fart och gång i is var fortfarande mycket motståndskraftigt och kostnaden för att skrota fartyget beräknades överstiga skrotvärdet.